# Lukhmi
Pour les articles homonymes, voir Momo.
Le lukhmi (ourdou : لقمی) est une entrée ou un mets haché typique de la cuisine d'Hyderabad, Telangana, Inde. C'est une variante locale du samoussa. La préparation authentique du snack comprend une farce avec du kheema (viande hachée) à base de viande de mouton. C'est un dérivé non végétarien du samoussa, bien que, contrairement à ce dernier, le lukhmi soit façonné en une galette carrée plate.
Le mot vient de loqma ou morsel.